# تکانه

پویانمایی گهوارهٔ نیوتن

تَکانه، اندازۀ حرکت (ترجمه از لفظ فرانسوی quantité de mouvement) یا مومنتوم (به انگلیسی: momentum) از کمیت‌های برداری در فیزیک است. در واقع کمیتی است که میزان نیروی لازم برای توقف جسم را توصیف می‏‏‏‎‏‎‏‎کند. این کمیت در تعریف قانون دوم نیوتون مورد استفاده قرار گرفت. حاصل‌ضرب جرم شیء در سرعت برداری آن در هر لحظه، تکانه شیء در آن لحظه است؛ یعنی:
{\displaystyle {\vec {p}}=m{\vec {v}}}
که در آن، {\displaystyle m} جرم، {\displaystyle {\vec {v}}}سرعت و {\displaystyle {\vec {p}}} تکانه است. در دستگاه SI، تکانه بر حسب واحد kg. m/s اندازه‌گیری می‌شود. تکانه کمیتی برداری است پس هم دارای اندازه و هم دارای جهت است. در تعریف بالا فقط حرکت انتقالی مد نظر است؛ از این‌رو، می‌توان از ابعاد شیء صرف نظر کرده و آن را به عنوان یک ذره به حساب آورد. در واقع این تعریف اینگونه میسر می شود که برای مثال برای توقف جسمی با سرعت بیش‏‎‏‎‌تر و با جرم برابر باید نیروی بیش‏‎‎‌تری وارد کنیم و یا با نیروی ثابت، زمان بیش‌تری نیرو وارد کنیم تا آن را متوقف کنیم و از طرف دیگر در سرعت برابر و جرم متفاوت باید به جسم با جرم بیش‌تر نیروی بیش‌تری وارد کنیم و یا دوباره با نیروی ثابت، زمان بیش‌تری نیرو وارد کنیم. برای مثال متوقف کردن توپ با سرعت 30 کیلومتر بر ساعت توسط دست یک بازیکن را با متوقف کردن تریلی در حال حرکت با 30 کیلومتر بر ساعت توسط دیواری بتنی مقایسه کنید.

## بررسی مفهوم تکانه خطی
از آنجا که در مطالعهٔ حرکت دورانی با مفهوم مشابهی موسوم به تکانهٔ زاویه‌ای روبرو می‌شویم، از عبارت تکانهٔ خطی  به جای تکانه استفاده می‌کنیم. تکانه یا همان اندازه ضربه به دو پارامتر m و v بستگی دارد و از طرفی، نیروی برابر با آن (که توانستیم با آن بر سرعت و جرم مقابله کنیم) با زمان وارد شدن نیرو "t" و اندازه نیرو "F" رابطه دارد. تغییرات لحظه‌ای تکانه "dp" با میزان زمان گذشته "dt" با ضریبی از جنس نیرو "F" رابطه دارد:
{\displaystyle d{\vec {p}}={F}.d{t}}
و این فرمول نهایتا به درک ما از تاثیر نیرو بر شتاب جسم انجامید:
{\displaystyle {F}={d{\vec {p}} \over d{t}}}
بطوریکه:
{\displaystyle {\vec {p}}=m{\vec {v}}}
پس:
{\displaystyle {F}={m.d{\vec {v}} \over d{t}}}
برای شتاب داریم:
{\displaystyle {a}={d{\vec {v}} \over d{t}}}
پس داریم:
{\displaystyle {F}={m}.{a}}
و این نتیجه نهایی تاثیر نیروی وارده بر جرم را بر شتاب نشان می‌دهد. به این نکته هم توجه کنید که تکانه کمیتی موضعی است، بدین معنا که در هر نقطه از مسیر حرکت یا در هر لحظه مقدارش تعریف می شود.

## تکانهٔ خطیسیستم بس ذره‌ای
تکانهٔ خطی یک سیستم بس ذره‌ای (سیستم متشکل از دو یا چند ذره) به صورت حاصل جمع تکانه‌های خطی تک تک ذرات تشکیل دهندهٔ سیستم تعریف می‌شود:
{\displaystyle \mathbf {P} =\sum _{i=1}^{N}\mathbf {p} _{i}=\mathbf {p} _{1}+\mathbf {p} _{2}+\cdots +\mathbf {p} _{N}=m_{1}\mathbf {v} _{1}+m_{2}\mathbf {v} _{2}+\cdots +m_{N}\mathbf {v} _{N}\,\!}
مرکز جرم یک سیستم بس ذره‌ای به صورت زیر تعریف می‌شود:
{\displaystyle M\mathbf {r} _{cm}=\sum _{i=1}^{N}m_{i}\mathbf {r} _{i}=m_{1}\mathbf {r} _{1}+m_{2}\mathbf {r} _{2}+\cdots +m_{N}\mathbf {r} _{N}\,\!}
که در آن، {\displaystyle M} جرم کل سیستم (مجموع جرم‌های همهٔ ذرات تشکیل دهندهٔ سیستم) است:
{\displaystyle M=\sum _{i=1}^{N}m_{i}=m_{1}+m_{2}+\cdots +m_{N}\,\!}
با توجه به تعریف بردار سرعت، اگر از طرفین معادلهٔ بالا نسبت به زمان مشتق بگیریم، به نتیجهٔ زیر می‌رسیم:
{\displaystyle M\mathbf {V} _{cm}=\sum _{i=1}^{N}m_{i}\mathbf {v} _{i}=m_{1}\mathbf {v} _{1}+m_{2}\mathbf {v} _{2}+\cdots +m_{N}\mathbf {v} _{N}\,\!}
بنابراین، به جای مطالعهٔ حرکت تک تک ذرات تشکیل دهندهٔ سیستم، می‌توان فرض کرد که ذره‌ای با جرم کل {\displaystyle M} در مرکز جرم سیستم قرار گرفته و با سرعت {\displaystyle \mathbf {V} _{cm}} در حال حرکت است. تکانهٔ خطی این ذره برابر تکانهٔ خطی کل سیستم خواهد بود:
{\displaystyle \mathbf {P} =\mathbf {P} _{cm}=M\mathbf {V} _{cm}\,\!}
با مشتق‌گیری از رابطهٔ بالا نسبت به زمان، قانون دوم نیوتون برای سیستم بس ذره‌ای به شکل زیر حاصل می‌شود:
{\displaystyle \mathbf {F} ={\mathrm {d} \mathbf {P}  \over \mathrm {d} t}={\mathrm {d} \mathbf {P} _{cm} \over \mathrm {d} t}\,\!}
طرف چپ معادلهٔ بالا نشان دهندهٔ برآیند همهٔ نیروهای داخلی و خارجی وارد بر همهٔ ذرات تشکیل دهندهٔ سیستم است. در یک سیستم {\displaystyle N} ذره‌ای، هر یک از ذرات تشکیل دهنده، هم تحت تاثیر محیط و هم تحت تاثیر {\displaystyle (N-1)} ذرهٔ دیگر (همهٔ ذرات سیستم به جز خودش) است. پس هر ذره، علاوه بر نیروهایی که از طرف محیط سیستم به آن وارد می‌شود، {\displaystyle (N-1)} نیرو از {\displaystyle (N-1)} ذرهٔ داخل سیستم دریافت می‌کند.
{\displaystyle \mathbf {f} _{i}=\mathbf {f} _{i}^{ext}+(\mathbf {f} _{1\rightarrow i}^{int}+\mathbf {f} _{2\rightarrow i}^{int}+\cdots +\mathbf {f} _{(i-1)\rightarrow i}^{int}+\mathbf {f} _{(i+1)\rightarrow i}^{int}+\cdots +\mathbf {f} _{N\rightarrow i}^{int})\,\!}
در این معادله، {\displaystyle \mathbf {f} _{i}^{ext}} برآیند نیروهای خارجی وارد شده به ذرهٔ {\displaystyle i}ام و {\displaystyle \mathbf {f} _{j\rightarrow i}^{int}} نیروی وارد شده از ذرهٔ j ام به ذرهٔ i ام هستند. بنا به قانون سوم نیوتن، اگر ذرهٔ j ام نیروی {\displaystyle \mathbf {f} _{j\rightarrow i}^{int}} را به ذرهٔ i ام وارد کند، ذرهٔ i ام نیز نیروی {\displaystyle \mathbf {f} _{i\rightarrow j}^{int}=-\mathbf {f} _{j\rightarrow i}^{int}} را به ذرهٔ j ام وارد خواهد کرد. در نتیجه، در محاسبهٔ نیروی کل وارد بر کل سیستم N ذره‌ای، علاوه بر نیروهای خارجی، N نیروی داخلی هم داریم که دو به دو همدیگر را حذف می‌کنند؛ بنابراین،
{\displaystyle \mathbf {F} =\mathbf {F} _{ext}=\sum _{i=1}^{N}\mathbf {f} _{i}^{ext}=\mathbf {f} _{1}^{ext}+\mathbf {f} _{2}^{ext}+\cdots +\mathbf {f} _{N}^{ext}\,\!}
یعنی این که، نیروهای داخلی سیستم اثری بر رفتار کل سیستم ندارند و در مطالعهٔ دینامیک سیستم کافی است فقط نیروهای خارجی را در نظر بگیریم.
{\displaystyle \mathbf {F} _{ext}={\mathrm {d} \mathbf {P}  \over \mathrm {d} t}={\mathrm {d} \mathbf {P} _{cm} \over \mathrm {d} t}\,\!}

## قانون پایستگی تکانهٔ خطی
قانون پایستگی تکانهٔ خطی (انگلیسی: law of conservation of linear momentum) می‌گوید اگر هیچ نیروی خارجی بر سیستم اثر نکند یا برآیند نیروهای خارجی وارد بر سیستم صفر باشد، تکانهٔ خطی سیستم با گذشت زمان ثابت می‌ماند. به زبان ریاضی:
{\displaystyle \mathbf {F} _{ext}=0\Rightarrow {\mathrm {d} \mathbf {P}  \over \mathrm {d} t}=0\Rightarrow \mathbf {P} =Const.\,\!}
نتیجهٔ حاصل به قانون پایستگی تکانهٔ خطی معروف است. هم نیرو و هم تکانهٔ خطی کمیت‌هایی برداریند، بنابراین در هر جهتی که مؤلفهٔ نیروی برآیند صفر باشد مؤلفهٔ تکانهٔ خطی در آن جهت با گذشت زمان پایسته می‌ماند (مستقل از این که در جهات دیگر پایسته هست یا نه). به عنوان نمونه، در دستگاه مختصات دکارتی سه بعدی، که
{\displaystyle \mathbf {F} _{ext}=F_{x}\mathbf {i} +F_{y}\mathbf {j} +F_{z}\mathbf {k} \qquad \mathbf {P} =P_{x}\mathbf {i} +P_{y}\mathbf {j} +P_{z}\mathbf {k} \,\!}
هر یک از مؤلفه‌های نیرو صفر باشند مؤلفهٔ متناظر تکانهٔ خطی پایسته خواهد بود؛ فارغ از این که دو مؤلفهٔ دیگر پایسته هستند یا نه. نیروی پیشرانه ی حاصل از موتور جت و پدیدهٔ پس زنی تفنگ نمونه‌هایی از اثر قانون پایستگی تکانهٔ خطی می‌باشند. در هر دوی این مثال‌ها، جزئی از سیستم، به بهای پرتاب جزء دیگر در یک جهت، در جهت مخالف پس زده می‌شود.
در موتور جت سوخت با هوای وارد شده از دهانهٔ جلویی موتور مخلوط می‌شود و گاز متراکم داغی در اثر سوختن حاصل می‌گردد. گاز داغ و بدنهٔ موتور اجزای تشکیل دهندهٔ یک سیستم دو جزئی هستند. این سیستم دو جزئی تکانهٔ خطی مشخصی دارد؛ وقتی گاز داغ با فشار به سمت بیرون هدایت می‌شود، تکانهٔ خطی هر دو جزء تغییر می‌کند. چون نیروهای مبادله شده بین گاز و موتور نیروهای داخلی سیستم دو جزئی هستند و هیچ نیروی خارجی در امتداد حرکت موتور جت بدان وارد نمی‌شود، تکانهٔ خطی کل سیستم دو جزئی ثابت می‌ماند؛ بنابراین، تغییر تکانهٔ اجزاء به گونه ایست که کل تغییرات صفر باشد؛ اگر {\displaystyle \Delta \mathbf {p} _{1}} و {\displaystyle \Delta \mathbf {p} _{2}} به ترتیب نشان دهندهٔ تغییرات تکانهٔ خطی گاز و بدنه باشند، داریم:
{\displaystyle \Delta \mathbf {p} _{1}+\Delta \mathbf {p} _{2}=0\quad \Rightarrow \quad \Delta \mathbf {p} _{1}=-\Delta \mathbf {p} _{2}\,\!}
به ازای تغییر سرعتی که به تودهٔ گاز خروجی در یک جهت داده می‌شود خود موتور جت در جهت مخالف شتاب می‌گیرد.
پدیدهٔ پس زنی تفنگ را هم به همین ترتیب می‌توان مورد بحث قرار داد. فرض کنید قبل از شلیک، تفنگ و گلوله هر دو ساکن باشند؛ اگر جرم تفنگ و گلوله را، به ترتیب با M و m، و سرعت‌های آن دو بعد از شلیک را به ترتیب با V و v نشان دهیم:
{\displaystyle 0=m\mathbf {v} +M\mathbf {V} \quad \Rightarrow \quad \mathbf {V} =-{m \over M}\mathbf {v} \,\!}
پس، در اثر شلیک گلوله، تفنگ سرعتی در خلاف جهت شلیک گلوله و متناسب با نسبت جرم گلوله به تفنگ پیدا می‌کند.

در این پویانمایی می‌توان قانون پایستگی انرژی و قانون پایستگی تکانه را بین دو جسم برخوردکننده با جرم برابر مشاهده کرد.

قانون پایستگی تکانهٔ خطی، با این که در این مقاله به صورت نتیجه‌ای از قانون دوم نیوتن بیان شده، در واقع یکی از قوانین پایه‌ای طبیعت است.

## انفجار یک جسم و بقای تکانه
یک جسم ساکن در حالت سکون با اعمال یک نیروی درونی منفجر می‌شود و به تکه‌هایی با اندازه‌های مختلف تبدیل می‌شود که هر کدام با زاویه، جرم و سرعت معینی به یک جهت خاص شروع به حرکت می‌کنند. با استفاده از قانون بقای تکانه جرم اولیه با مجموع جرم‌های تکه‌ها برابر و سرعت تکه‌ها نیز منحصر بفرد می‌باشند، با تجزیه حرکت به مولفه‌های قائم و افقی و قرار دادن در معادله بقای تکانه پارامترهای مورد نظر قابل محاسبه می‌باشند.
در جسم متحرک سرعت تکه‌ها ضریب یا نسبتی از سرعت اولیه جسم هستند و همانند مسئله جسم ساکن با تجزیه حرکت به مولفه‌های قائم و عمود برهم قابل محاسبه می‌باشند یعنی بقای تکانه را برای هر راستا جدا بررسی می‌کنیم.
{\displaystyle P_{i}x=P_{f}x}
{\displaystyle P_{i}y=P_{f}y}

## تکانهٔ خطی درنسبیت خاص
در نظریهٔ نسبیت خاص، تکانهٔ خطی به شکلی بازتعریف می‌شود که قانون پایستگی تکانهٔ خطی برقرار باشد.
{\displaystyle {\vec {p}}={\frac {m{\vec {v}}}{\sqrt {1-{\frac {v^{2}}{c^{2}}}}}}}

## بررسی تکانه در موشک
موشک از قانون پایستگی تکانه متولد شده. در واقع تغییر حجم سوخت در اثر واکنش در زمان کم منجر به {\displaystyle {m{\vec {v}}}} بسیار بزرگ می شود که این سرعت جرم تنها می تواند واحد کوچکی از جرم بر ثانیه را به دلیل کوچک بودن خروجی خارج سازد که با توجه به جرمی که می تواند خارج شود می توان سرعت موشک را بدست اورد. 